# مملاة
المِملاة أو آلة الإملاء هي جهاز تسجيل الصوت الأكثر استخداماً لتسجيل الحديث من أجل إعادة سماعه أو كتابته. والمملاة تشمل مسجلات الصوت الرقمية والمسجلة الشريطية.